# サンジョルジェ島

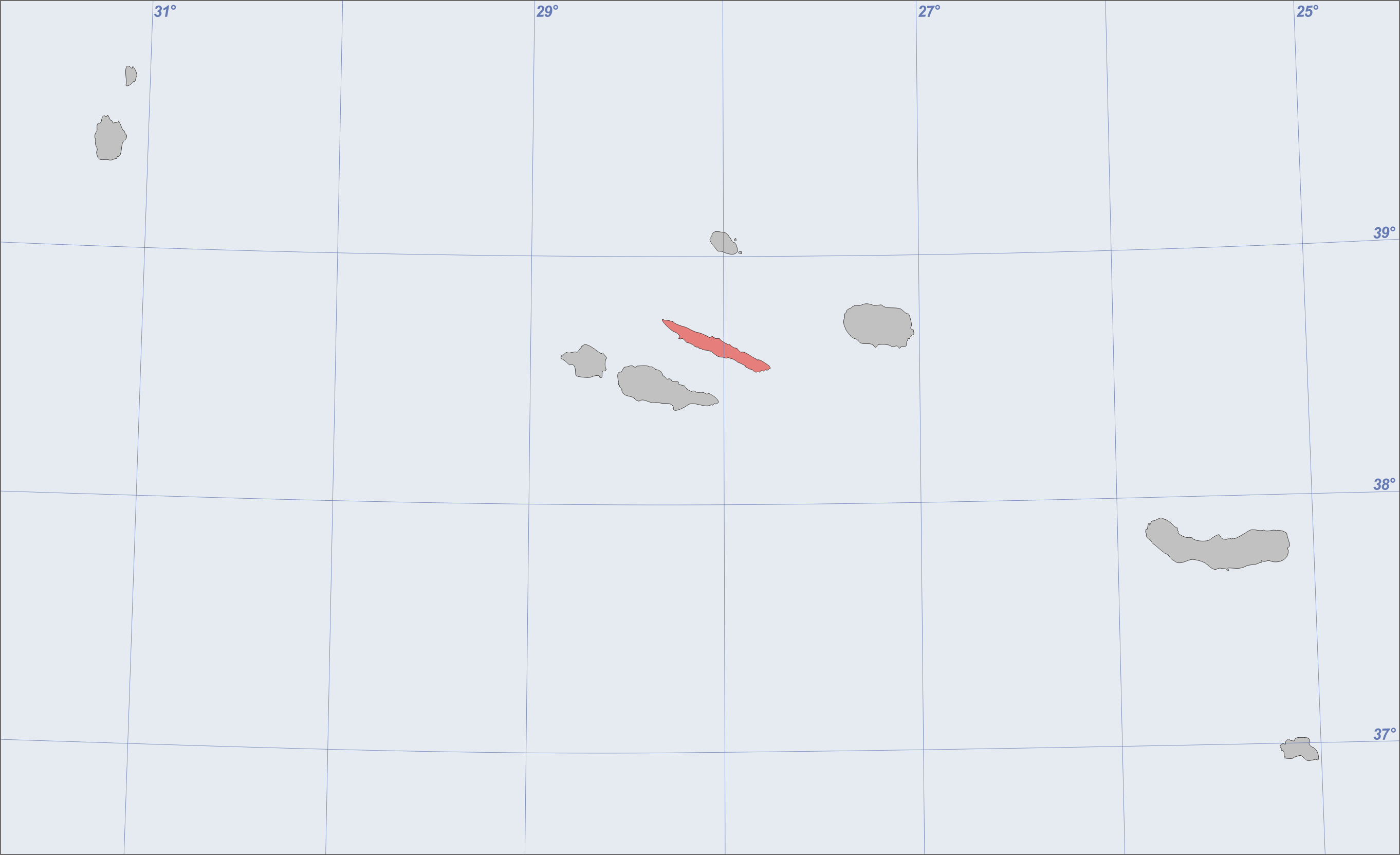
位置

サンジョルジェ島、サンジョルジュ島 （ポルトガル語: Ilha de São Jorge）は、ポルトガル領アゾレス諸島の島。ピコ島から北約15kmの位置にある。東西幅53km、南北幅8kmの細長い島である。面積は237.59km2でアゾレス諸島で4番目に大きな島であり、人口は約1万人。島の最高所のエスペランサ山の標高は1,053m。中心の町はヴェーラス。
島は1439年に発見された。アゾレス諸島の他の島と同じく火山島であり、1580年から1907年までの間に6回噴火しており、1907年以降は噴火していない。1580年と1808年の噴火では火砕流も観測された。
島および周辺にはマカロネシア地域のミズゴケの泥炭地およびBellis azorica、Euphrasia grandiflora、Lactuca watsoniana、ポルトガルゲッケイジュなどの植生があり、コサギ、モリバト、マッコウクジラ、マイルカ、シロチドリ、ベニアジサシ、オニミズナギドリなどが生息している。島および周辺は2016年にユネスコの生物圏保護区に指定され、エスペランサ山周辺の中央高原および高山草地、ボグ、低木林、ラグーンが多い北岸の「ファジャン」という断崖下の小さな海岸平野（主にサント・クリスト・カルデラ・ファジャン、クブレス・ファジャンとクブレス・ファジャン・ラグーン一帯）はラムサール条約登録地である。
農業および漁業が営まれている。地名を冠したサン・ジョルジュ（ケイジョ サン ジョルジュ、Queijo S. Jorge）という名の、EUによる保護原産地呼称認証をうけたチーズが知られる。

## 交通

### 空港
- サンジョルジェ空港（英語版）